# Martignas-sur-Jalle
Martignas-sur-Jalle [maʁtiɲas syʁ ʒal] est une commune du Sud-Ouest de la France, située dans le département de la Gironde en région Nouvelle-Aquitaine.

## Géographie

### Localisation
Commune située dans l'aire d'attraction de Bordeaux et même dans son unité urbaine sur la Jalle de Blanquefort, elle est proche du terroir viticole de Pessac-Léognan (AOC). Elle fait partie du Pays des Graves et Landes de Cernès.
La commune jouit, à la fois, de la proximité de la métropole de Bordeaux pour ses activités économique et culturelle et de celle du bassin d'Arcachon pour son attrait touristique. Martignas se situe à une vingtaine de kilomètres du centre-ville de Bordeaux et à une trentaine du nord du bassin.
De plus, l'aéroport international de Bordeaux-Mérignac se situe à une dizaine de kilomètres de Martignas.

### Communes limitrophes
Les communes limitrophes en sont Saint-Médard-en-Jalles au nord, Mérignac à l'est et Saint-Jean-d'Illac au sud.
|  | Saint-Médard-en-Jalles |          |
|  | Martignas-sur-Jalle    | Mérignac |
|  | Saint-Jean-d'Illac     |          |

### Hydrographie
La commune est traversée par le ruisseau de la Jalle en sa partie est. La largeur de ce dernier atteint son summum[Combien ?] au niveau d'un espace naturel public appelé Moulin Bidon.

### Climat
Pour des articles plus généraux, voir Climat de la Nouvelle-Aquitaine et Climat de la Gironde.
Historiquement, la commune est exposée à un climat océanique aquitain.
En 2020, Météo-France publie une typologie des climats de la France métropolitaine dans laquelle la commune est exposée à un climat océanique et est dans la région climatique Littoral charentais et aquitain, caractérisée par une pluviométrie élevée en automne et en hiver, un bon ensoleillement, des hiver doux (6,5 °C), soumis à la brise de mer.
Pour la période 1971-2000, la température annuelle moyenne est de 13 °C, avec une amplitude thermique annuelle de 14,3 °C. Le cumul annuel moyen de précipitations est de 979 mm, avec 12,3 jours de précipitations en janvier et 7,2 jours en juillet. Pour la période 1991-2020, la température moyenne annuelle observée sur la station météorologique la plus proche, située sur la commune de Mérignac à 10 km à vol d'oiseau, est de 14,2 °C et le cumul annuel moyen de précipitations est de 924,9 mm,. Pour l'avenir, les paramètres climatiques de la commune estimés pour 2050 selon différents scénarios d’émission de gaz à effet de serre sont consultables sur un site dédié publié par Météo-France en novembre 2022.

## Urbanisme

### Typologie
Au 1er janvier 2024, Martignas-sur-Jalle est catégorisée petite ville, selon la nouvelle grille communale de densité à sept niveaux définie par l'Insee en 2022.
Elle appartient à l'unité urbaine de Bordeaux, une agglomération intra-départementale regroupant 73  communes, dont elle est une commune de la banlieue,,. Par ailleurs la commune fait partie de l'aire d'attraction de Bordeaux, dont elle est une commune de la couronne,. Cette aire, qui regroupe 275 communes, est catégorisée dans les aires de 700 000 habitants ou plus (hors Paris),.

### Voies de communication et transports

#### Transports en commun
Le réseau Transports Bordeaux Métropole (TBM) dessert la commune à travers les lignes de bus 26 et 51.
Une correspondance est possible à Mérignac avec la ligne A du tramway de Bordeaux, à la station Cadéra - Issartier et Mérignac - Lycée Daguin avec la ligne 26. Une correspondance est possible à Bordeaux avec la ligne B du tramway de Bordeaux, à la station Gambetta avec la ligne 51.

### Risques majeurs
Le territoire de la commune de Martignas-sur-Jalle est vulnérable à différents aléas naturels : météorologiques (tempête, orage, neige, grand froid, canicule ou sécheresse), inondations, feux de forêts, mouvements de terrains et séisme (sismicité très faible). Un site publié par le BRGM permet d'évaluer simplement et rapidement les risques d'un bien localisé soit par son adresse soit par le numéro de sa parcelle.
Certaines parties du territoire communal sont susceptibles d’être affectées par le risque d’inondation par débordement de cours d'eau, notamment la Jalle. La commune a été reconnue en état de catastrophe naturelle au titre des dommages causés par les inondations et coulées de boue survenues en 1982, 1999 et 2009,.
Martignas-sur-Jalle est exposée au risque de feu de forêt. Depuis le 20 avril 2016, les départements de la Gironde, des Landes et de Lot-et-Garonne disposent d’un règlement interdépartemental de protection de la forêt contre les incendies. Ce règlement vise à mieux prévenir les incendies de forêt, à faciliter les interventions des services et à limiter les conséquences, que ce soit par le débroussaillement, la limitation de l’apport du feu ou la réglementation des activités en forêt. Il définit en particulier cinq niveaux de vigilance croissants auxquels sont associés différentes mesures. Sur le plan de l'aménagement du territoire la commune dispose d'un plan de prévention des risques incendies feux de forêts (PPRIF).
Les mouvements de terrains susceptibles de se produire sur la commune sont des tassements différentiels.

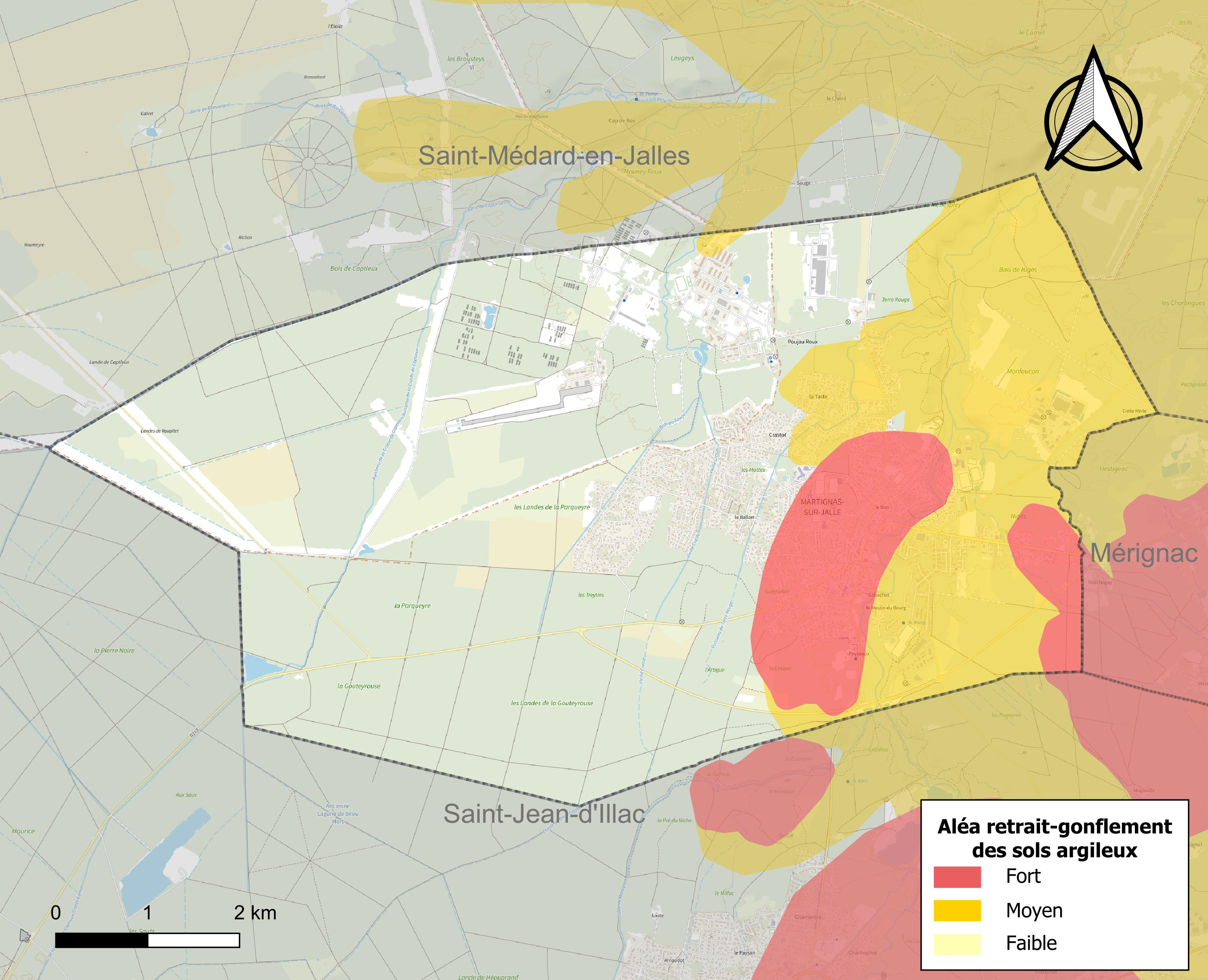
Carte des zones d'aléa retrait-gonflement des sols argileux de Martignas-sur-Jalle.

Le retrait-gonflement des sols argileux est susceptible d'engendrer des dommages importants aux bâtiments en cas d’alternance de périodes de sécheresse et de pluie. 31,2 % de la superficie communale est en aléa moyen ou fort (67,4 % au niveau départemental et 48,5 % au niveau national). Sur les 2 420 bâtiments dénombrés sur la commune en 2019, 1 347 sont en aléa moyen ou fort, soit 56 %, à comparer aux 84 % au niveau départemental et 54 % au niveau national. Une cartographie de l'exposition du territoire national au retrait gonflement des sols argileux est disponible sur le site du BRGM,.
Par ailleurs, afin de mieux appréhender le risque d’affaissement de terrain, l'inventaire national des cavités souterraines permet de localiser celles situées sur la commune.
Concernant les mouvements de terrains, la commune a été reconnue en état de catastrophe naturelle au titre des dommages causés par la sécheresse en 1989, 2003, 2005, 2010, 2011 et 2018 et par des mouvements de terrain en 1999.

## Toponymie
En gascon, le nom de la commune est Martinhàs (prononcé [maɾti'ɲas]).
Au cours des siècles, le nom de la commune a connu des évolutions orthographiques, mais aussi un ajout d’éléments au nom initial.
L’origine étymologique de Martignas n’est pas connue avec certitude : aucun document, aucun objet archéologique n’a été trouvé à ce jour avec l’inscription de ce nom sur le territoire communal. Territoire occupé certainement depuis l’âge de fer (VIIIe siècle avant J.C.).
Toutefois, le nom de “Martignas” permet de dater l’origine de ce nom à la période d’occupation romaine de la région. Il était alors très certainement “Martiniacus”, signifiant la terre, la propriété d’une famille répondant au nom de Martin, qui vraisemblablement y avait établi une villa et ses dépendances.

### Évolution orthographique avant leXXesiècle
D’après les règles normales, Martiniacus aurait dû évoluer en Martignac. Mais le suffixe “ac” normalement attendu s’est déformé en “as”, donc Martignas. Des documents conservés aux Archives communales, datant du XVIIIe siècle, présentent diverses orthographes à la prononciation très similaire. On trouve ainsi Martinhas, Martinias.
L’orthographe se fixa définitivement à Martignas à la fin du XIXe siècle.

#### Le rajout “sur-Jalle” en 1938
En 1938, une délibération du conseil municipal est prise à la demande du Maire pour demander d’allonger le nom de la commune en Martignas-sur-Jalle. Le maire motivait cette demande “en raison de la similitude d’orthographe et de prononciation avec les autres communes, entraînant de nombreuses erreurs dans les services administratifs”.
Le vœu du Conseil aboutit au décret signé, sur proposition du ministre de l’Intérieur, le 3 novembre 1938, par le président de la République Albert Lebrun.

## Histoire
L'implantation la plus ancienne est une villa gallo-romaine dont les vestiges ont été retrouvés au nord-est de la commune, au lieu-dit Hestigeac. Un trésor monétaire y fut trouvé au milieu du XXe siècle.
La commune elle-même est issue d'habitations autour d'un établissement hospitalier templier, dépendant de la commanderie du Temple de Bordeaux.
Vers la fin de la Guerre de Cent Ans, la bataille dite de Martignas ou de la Journée manquée voit s'affronter Anglais et Français sur la route qui relie le bourg à Bordeaux.
La ville est également commune de garnison depuis le XIXe siècle, avec l'implantation du camp de Souge, notamment occupé par le 1er régiment de chasseurs parachutistes de 1984 à 1999 puis par l'état-major de la 2e brigade logistique de l'Armée de terre et les 1 200 hommes du 503e régiment du train de 1999 à 2011. En 2011, le 13e régiment de dragons parachutistes remplace ces unités sur le site.

## Politique et administration

### Conseils municipaux
Un Conseil Municipal des Jeunes, composé de 28 élus, a été créé en 2021. Il a pour mission de proposer des projets en lien avec la jeunesse et participer à la vie municipale. Il se réunit régulièrement et travaille sur plusieurs thématiques, comme la culture, les sports et loisirs, mais aussi l’environnement, la mobilité, l’éducation, la solidarité ou encore la communication.

### Politique de développement durable
La commune s’est engagée dans une politique de développement durable en lançant une démarche d'Agenda 21. La commune est labellisée "Ville étoilée" pour récompenser sa politique de lutte contre la pollution lumineuse favorisant une meilleure qualité de la nuit.

### Jumelages
- Nauplie (Grèce) depuis 1987
- Santa Cruz de Bezana (Espagne) depuis 2000[28]
- Aboyne (Écosse) depuis 2009

## Population et société
Les habitants sont appelés les Martignassais.

### Démographie
L'évolution du nombre d'habitants est connue à travers les recensements de la population effectués dans la commune depuis 1793. Pour les communes de moins de 10 000 habitants, une enquête de recensement portant sur toute la population est réalisée tous les cinq ans, les populations de référence des années intermédiaires étant quant à elles estimées par interpolation ou extrapolation. Pour la commune, le premier recensement exhaustif entrant dans le cadre du nouveau dispositif a été réalisé en 2006.

En 2022, la commune comptait 7 959 habitants, en évolution de +9 % par rapport à 2016 (Gironde : +6,91 %, France hors Mayotte : +2,11 %).
| 1793 | 1800 | 1806 | 1821 | 1831 | 1836 | 1841 | 1846 | 1851 |
| ---- | ---- | ---- | ---- | ---- | ---- | ---- | ---- | ---- |
| 361  | 213  | 231  | 255  | 255  | 239  | 238  | 248  | 243  |

| 1856 | 1861 | 1866 | 1872 | 1876 | 1881 | 1886 | 1891 | 1896 |
| ---- | ---- | ---- | ---- | ---- | ---- | ---- | ---- | ---- |
| 252  | 231  | 258  | 657  | 258  | 268  | 284  | 317  | 328  |

| 1901 | 1906 | 1911 | 1921 | 1926 | 1931 | 1936 | 1946 | 1954  |
| ---- | ---- | ---- | ---- | ---- | ---- | ---- | ---- | ----- |
| 328  | 358  | 334  | 448  | 463  | 402  | 721  | 712  | 1 016 |

| 1962 | 1968 | 1975  | 1982  | 1990  | 1999  | 2006  | 2011  | 2016  |
| ---- | ---- | ----- | ----- | ----- | ----- | ----- | ----- | ----- |
| 892  | 994  | 1 424 | 3 726 | 5 732 | 5 574 | 6 633 | 7 207 | 7 302 |

| 2021  | 2022  | - | - | - | - | - | - | - |
| ----- | ----- | - | - | - | - | - | - | - |
| 7 850 | 7 959 | - | - | - | - | - | - | - |

| selon la population municipale des années : | 1968 | 1975 | 1982 | 1990 | 1999 | 2006 | 2009 | 2013 |
| Rang de la commune dans le département      | 187  | 111  | 40   | 33   | 36   | 35   | 33   | 35   |
| Nombre de communes du département           | 548  | 543  | 543  | 542  | 542  | 542  | 542  | 542  |

### Sports
Martignas-sur-Jalle dispose de plusieurs associations sportives : l'Association Sportive de Martignas (ASM) qui compte en son sein 17 sections sportives, le Football Club Martignas-Illac (FCMI) et le Rugby Club Martignas-Illac (RCMI).
Ce dernier a été :
- champion de France de 3e série en 2011[38]

#### Équipements Sportifs
- Complexe André Dolange
  1. Stade Gilbert Cassin
  2. Salle omnisports Bernard Céret
  3. Maison des Arts Martiaux Lucie Décosse
- Stade Alban Moga
- Salle omnisports Hélène Boucher
- Parc de loisirs Colette Besson

### Enseignement
La commune dispose de deux écoles maternelles, deux écoles primaires et d'un collège. Le lycée public de secteur est le lycée Fernand Daguin de Mérignac.

## Économie

### Revenus de la population et fiscalité
En 2010, le revenu fiscal médian par ménage était de 41 925 €, ce qui plaçait Martignas-sur-Jalle au 1 693e rang parmi les 31 525 communes de plus de 39 ménages en métropole.

## Culture locale et patrimoine

### Lieux et monuments
- L'église Saint-Blaise a été construite au milieu du bourg et du XIXe siècle pour suppléer une ancienne église devenue vétuste et trop éloignée du cœur du village comptant, à l'époque, quelque 250 âmes ; par bonheur, les attributs romans de cette église à détruire tels que colonnes, chapiteaux ou modillons, ont été remployés dans le nouvel édifice[40]. Elle est inscrite à l'Inventaire général du patrimoine culturel[41].
- Église Notre-Dame de Martignas-sur-Jalle. Elle est inscrite à l'Inventaire général du patrimoine culturel[42].
- Mémorial du camp de Souge, Frontstalag 221 : 273 fusillés par les Allemands lors de la Seconde Guerre mondiale), deuxième lieu de mémoire français après le Mont-Valérien, par le nombre de victimes du nazisme.

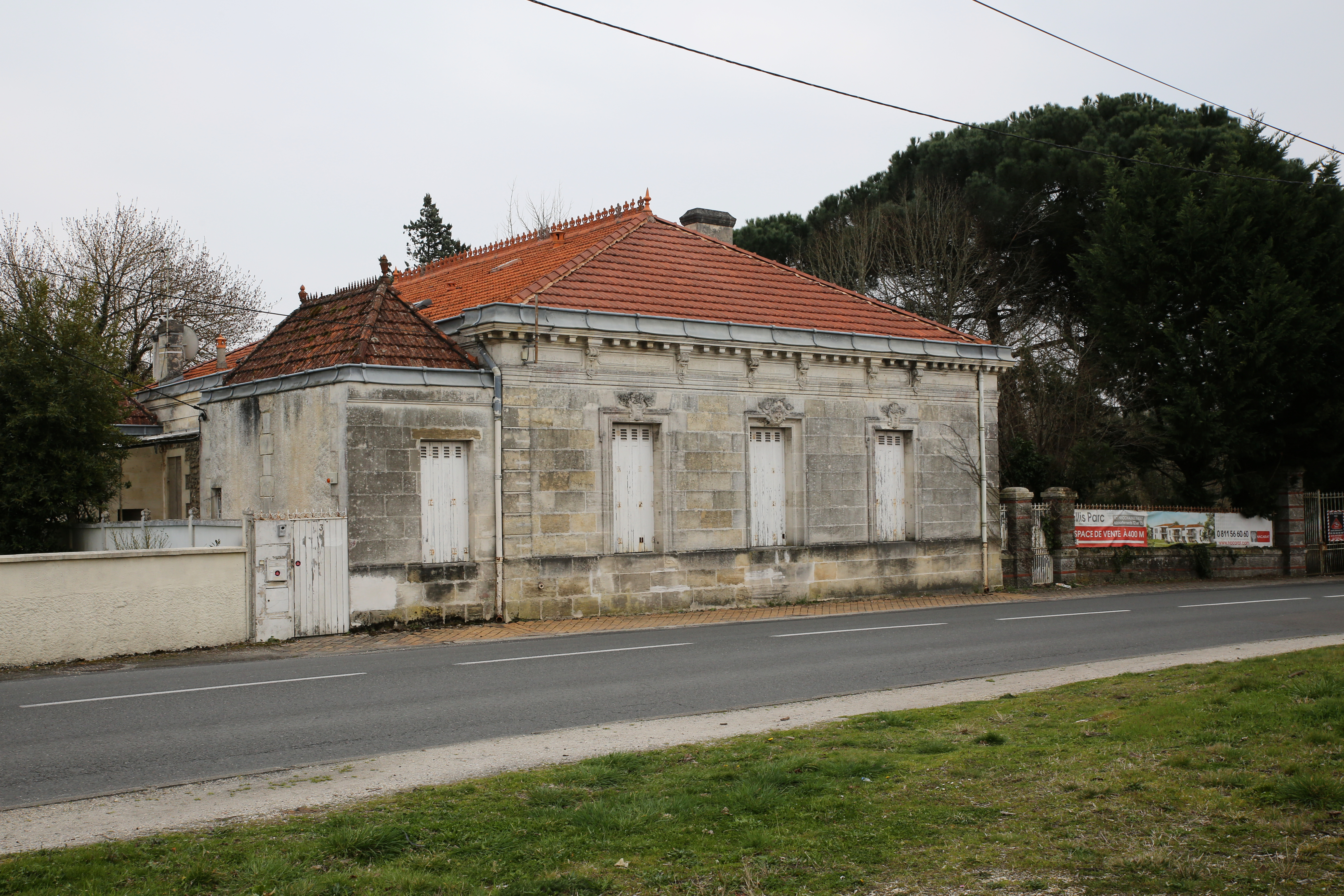
Maison en pierre ouvragée
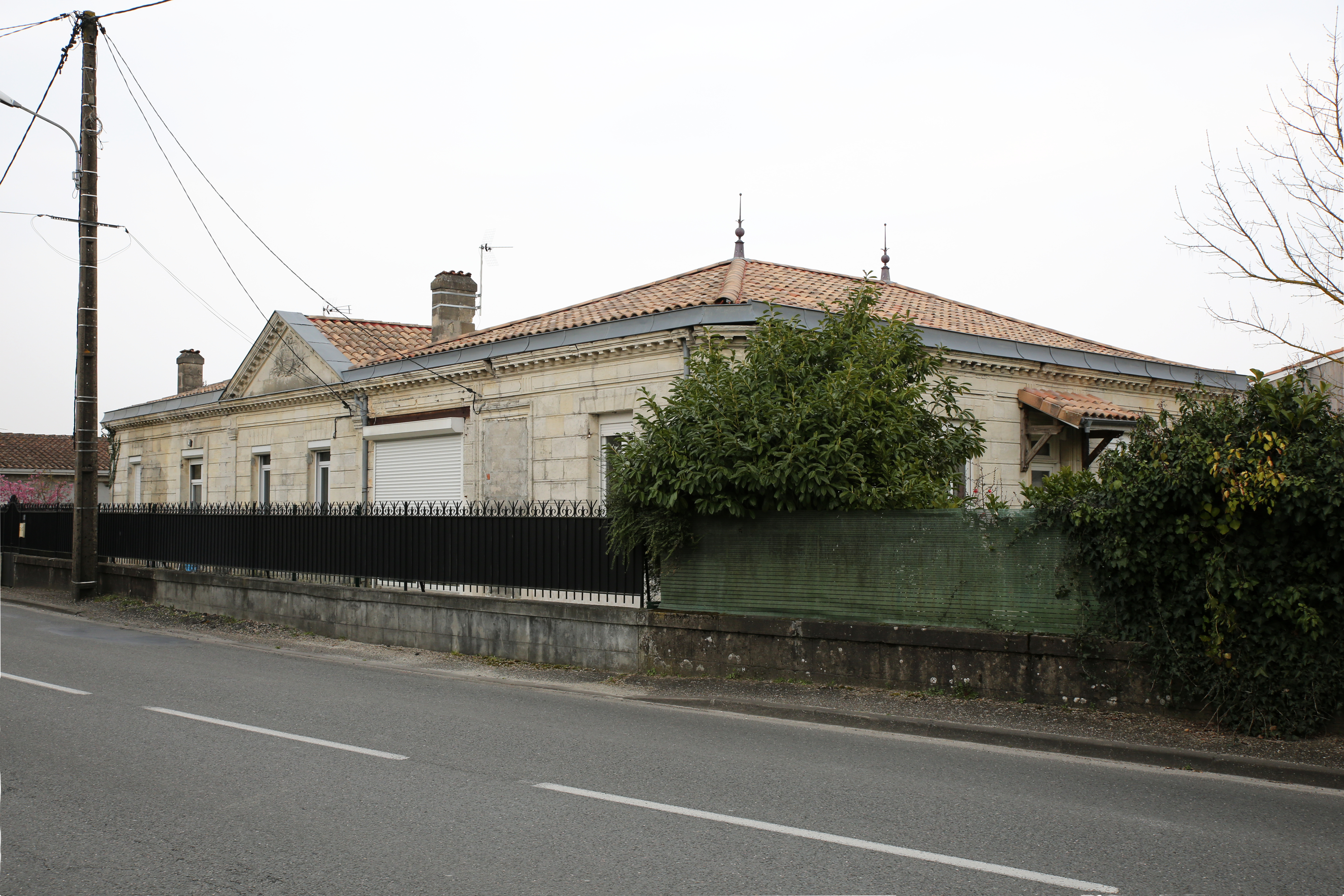
Maison en pierre avec fronton
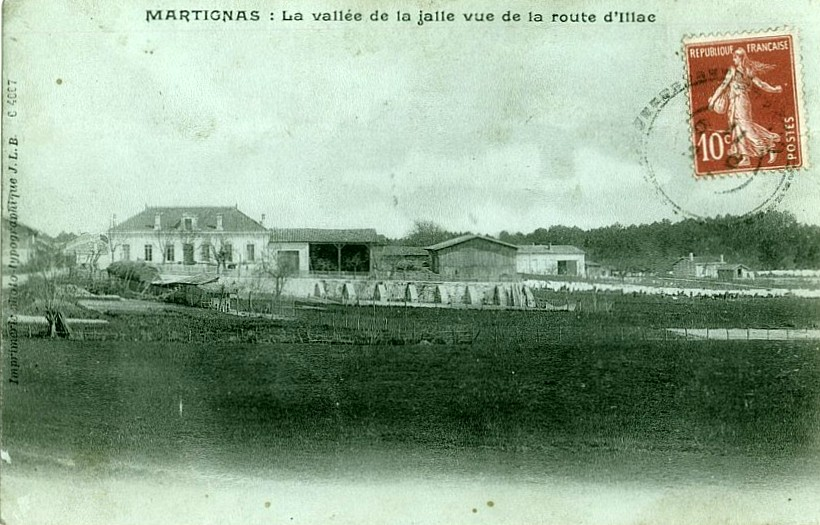
Entrée de Martignas venant de la route d'Illac

### Parcs et jardins
- Le parc Moulin Bidon
- Le parc de la Mairie Nelson Mandela
- Le parc de loisirs Colette Besson
- Le jardin de poche des Écureuils

### Personnalités liées à la commune
- Le footballeur du FC Girondins de Bordeaux, Yoan Gouffran a habité à Martignas-sur-Jalle en 2009.
- Israël Leizer Karp (1886-1940), juif polonais, Premier fusillé du camp de Souge et semble-t-il premier fusillé en France sous l'Occupation, vivait à Martignas. Une petite impasse de la commune porte son nom[43].

### Héraldique
| Blason de Martignas | « Parti de sinople à l'épi de maïs d'or et d'or au pot de résine de sable ouvert d'argent, au chef de gueules chargé d'un mouton d'argent passant à dextre. » L'origine de ce blason reste confuse. L'architecte R. Monginoux, responsable de l'édification du foyer rural en 1950, aurait joint à sa lettre de projet le dessin du blason chargé de décorer la porte, qui aurait été choisi à partir d'un concours organisé par l'école communale. L'épi de maïs, le pot de résine et le mouton symbolisent l'activité économique principale du village en cette période. Avant cette date, les archives de Martignas ne mentionnent aucun blason originel. |